# Kazizade Rumi
Salahudin-paša Musa ibn Muhamed ibn Mahmud Kazizade Rumi je rođen oko 1365. godine u Bursi, u današnjoj Turskoj‍:str. 245. a umro je 1437‍:str. 1062.
Njegov otac je u ime ondašnje vlasti u tom gradu obavljao dužnost glavnog sudije. No, Salahudin se, po preporuci svog učitelja i uz saglasnost roditelja, nakon okončanja uvodnih studija odselio u Mesopotamiju gde je usavršio znanje o matematici. Godine 1421. Salahudin je izabran za glavnog predstavnika grandiozne naučne akademije u Samarkandu, izgrađene po naredbi Ulug-bega. Pored svojih administrativnih obaveza, Kazizade je bio aktivno uključen i u nastavni program tog univerziteta i održavao je predavanja iz određenih naučnih matematičkih i astronomskih disciplina.

## Dela
Promatrajući Rumijeve matematičke spise susrećemo se sa nekim veoma poznatim delima od kojih izdvajamo sledeće naslove:
- Risala al-đajb [O sinusu][1]‍:str. 245.

Ovaj traktat je, u stvari, Rumijev komentar Kašanijevog čuvenog dela Hipotenuza i sinus.
- Šarhu Aškal at-tasis[1]‍:str. 245.

Knjigu Aškal at-tasis napisao je Šamsudin Samarkandi. Kazizade je 1412. godine u Samarkandu napisao komentar te knjige i u njemu veoma detaljno razjasnio osnovna doktrinarna usmerenja originalnog teksta.
- Risalatun fi al-hisab [O aritmetici][1]‍:str. 245.

Osnovna tema ovog naučnog traktata jeste aritmetika, ali u njemu Rumi svakako govori i o algebri. Ovo delo, koje je 1383. godine napisano u Bursi, veoma transparentno pokazuje inovativnost teorija ovog slavnog muslimanskog matematičara, posebno u slučaju merenja površine.
- Hašijatun ala Tahriri usuli Uklidus [Glose na komentar Euklidovih Elemenata][1]‍:str. 246.

Kazizade je u ovoj knjizi ukratko protumačio komentar Euklidovih Elemenata koji je Hadže Nasirudin Tusi napisao i objavio zajedno sa arapskim prevodom Euklidovog dela.
- Risalatun fi al-haj’a va al-hindisa [O astronomiji i geometriji][1]‍:str. 246.

U biblioteci u Bursi danas se čuva kraći rukopisni primerak ove knjige.
Osim navedenih spisa, knjiga i traktata koji su u direktnoj vezi sa matematičkim disciplinama, Kazizade je za sobom ostavio i komentar Čagminijevog sažetog prikaza astronomije u kojem se često osvrće na svoje matematičke doktrine. Pored toga, on je takođe u jednom zasebnom traktatu pokušao da veoma opsežno objasni svoje metode merenja površine raznih geometrijskih figura. Dakle, ovaj slavni matematičar koristio je svoje poznavanje aritmetike i matematike da bi razrešio određene nejasnoće čak i u drugim tada poznatim naukama.

## Literatura
- Adivar, A. (1943). Osmanli Türklarinde Ilim. Istambul.
- Ataev, U. (1972). „The commentary of Kazi-zade ar-Rumi on the astronomical treatise of Nasir ad-Din at-Tusi”. Questions on the history of mathematics and astronomy I. Trudy Samarkand. Gos. Univ. (N.S.) Vyp. (на језику: руски). 229: 124—127.
- O'Connor, John J.; Robertson, Edmund F. „Qadi Zada al-Rumi”. MacTutor History of Mathematics archive. University of St Andrews.
- Pasaev, Z. A. (1972). „The commentary of Kazi-zade ar-Rumi on the astronomical treatise of al-Djagmini (a brief survey)”. Questions on differential equations, number theory, algebra and geometry. Trudy Samarkand. Gos. Univ. (N.S.) Vyp. (на језику: руски). 202: 202—204.
- Rozenfel'd, B. A.; A. P. Yushkevich (1960). „The treatise of Qadi Zada al-Rumi on the determination of the sine of one degree”. Istor.-Mat. Issled. (на језику: руски). 13: 33—538.
- Rozenfel'd, B. A.; A. P. Yushkevich (1960). „Notes on a treatise of Qadi Zada al-Rumi”. Istor.-Mat. Issled. (на језику: руски). 13: 552—556.